# Farrenberg
Der Farrenberg (820,8 m ü. NHN) ist der Hausberg von Mössingen beziehungsweise des Mössinger Stadtteils Talheim in Baden-Württemberg. Von dort führt eine schmale Autostraße zum Plateau.
Auf dem Farrenberg befindet sich das Segelfluggelände Farrenberg.

## Geographie
Der Farrenberg ist auch auf Wanderpfaden zu erreichen, die ihren Ausgangspunkt von der Mössinger Olgahöhe (siehe unten) bzw. von Talheim haben.
Von Zieglers Rutsch ergibt sich ein Ausblick auf den Albtrauf und einen Teil des Landkreises Tübingen. Ein weiterer Ausblick ergibt sich vom Bismarckskapf in der Nordwestecke des Farrenberg-Plateaus.
Bei Inversionswetterlagen in der kalten Jahreszeit ragt der Farrenberg oft über das im Nebel liegende Steinlachtal hinaus.
Auf einem 780 m ü. NHN hohen Bergsporn im Osten liegt die Ruine der Burg Andeck. Dort findet alljährlich am Pfingstmontag das Andeckfest der Talheimer Ortsgruppe des Schwäbischen Albvereins statt.

## Urgeschichte
Bronzezeitliche Funde am Farrenberg deuten auf eine Höhensiedlung aus der Urnenfelderzeit (10./9. Jahrhundert v. Chr.) hin, die sehr wahrscheinlich noch bis in die Hallstattzeit (8.–5. Jahrhundert v. Chr.) bewohnt war.

## Geologie
Das Bergplateau ist auf die von den gebankten Kalken des Weißen Jura beta gebildete Schichtfläche zurückzuführen. Der Farrenberg wurde durch rückschreitende Erosion von Buchbach und Holderbach im Süden von der Hochfläche der Schwäbischen Alb abgetrennt. Er gilt daher als Zeugenberg.

## Nutzung
Auf dem Farrenberg befand sich ehemals die Weide der Mössinger Zuchtbullen (Farren). Daher stammt der Name des Bergs. Die Hochfläche wird heute mit Schafen beweidet und wird dadurch für den Flugbetrieb offen gehalten.
Am westlichen Hangfuß des Farrenbergs liegt die 602,4 m ü. NHN hohe Olgahöhe, ein Naherholungsgebiet der Stadt Mössingen. Die Olgahöhe ist mit Waldspielplatz und Wanderparkplatz ausgestattet. Sie ist Ausgangsort für Besteigungen des Farrenbergs. Am Samstag nach Sommersonnenwende wird dort vom Schwäbischen Albverein alljährlich ein Johannisfeuer entzündet.
Auf dem Plateau des Farrenbergs wurde früher auch Bohnerz gesammelt,  das sich dort als Verwitterungsrest der Malm-Kalke gebildet hat.
Der Farrenberg liegt im 2.646 Hektar großen Landschaftsschutzgebiet Albrand, das mit Verordnung des Landratsamtes Tübingen vom 8. August 1969 ausgewiesen wurde. Er ist auch Bestandteil des 3.568 Hektar große FFH-Gebiets Albtrauf zwischen Mössingen und Gönningen.

## Bildergalerie

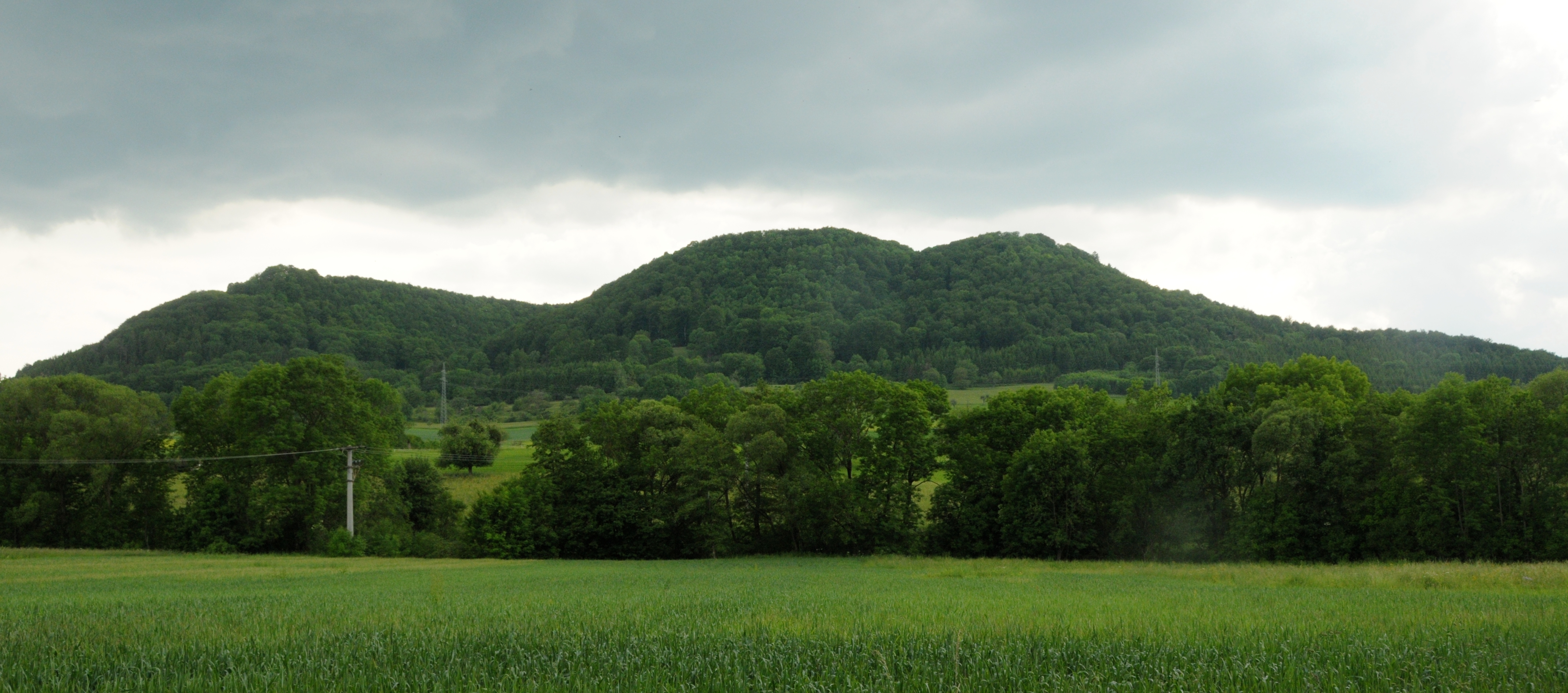
Der Farrenberg von Talheim aus gesehen (Juni 2010)
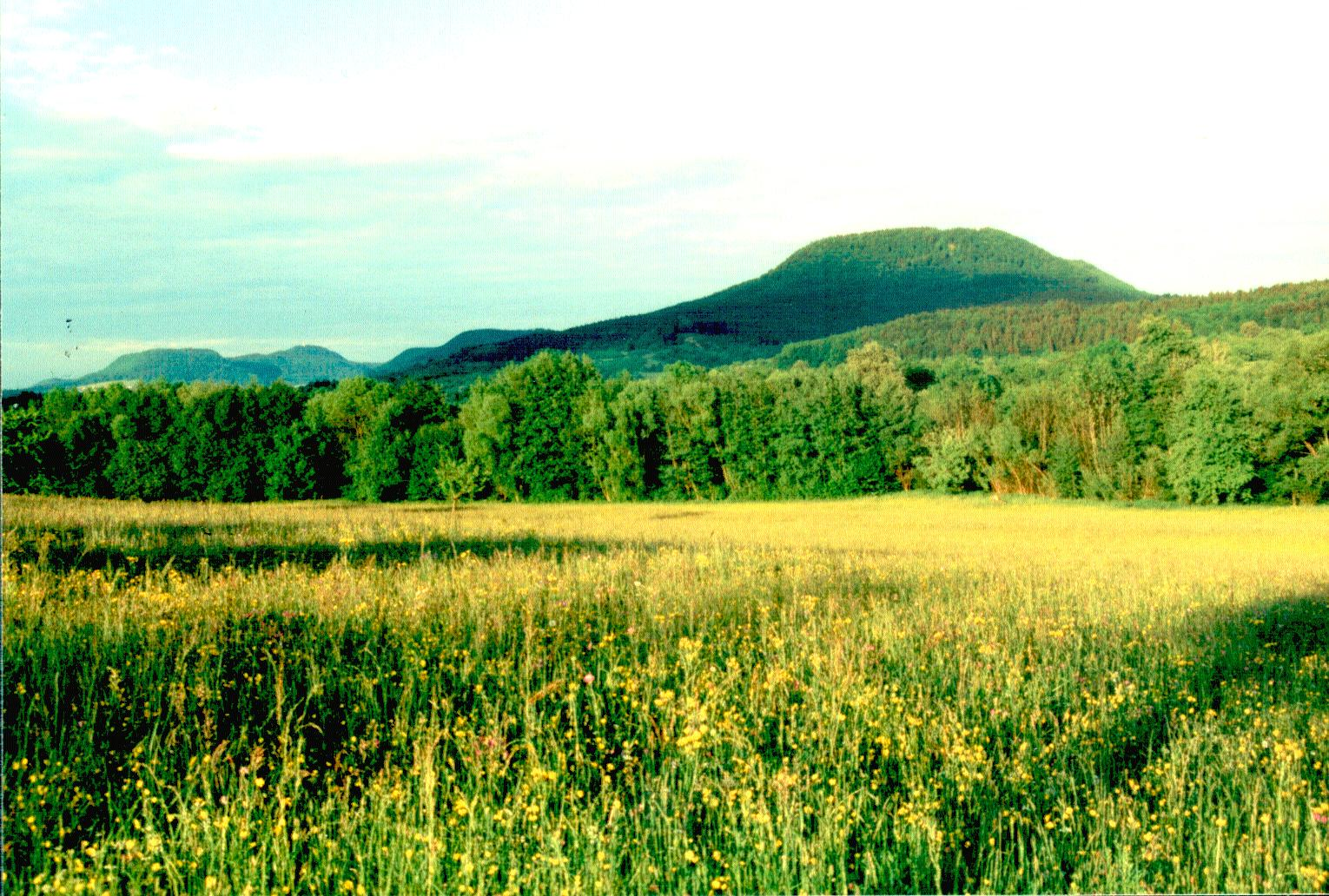
Der Farrenberg von Belsen aus gesehen. Mittig im Bild befindet sich die Olgahöhe
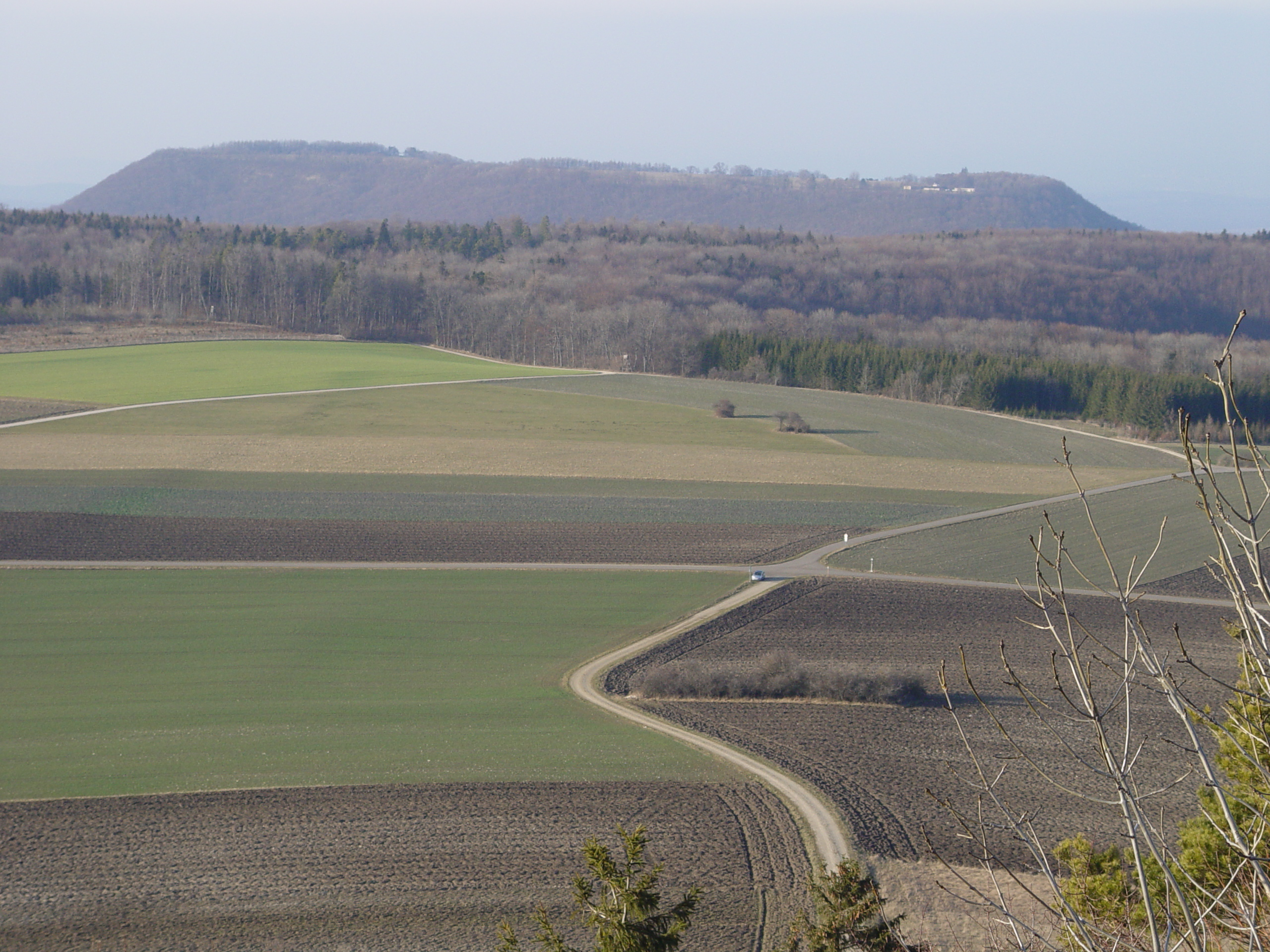
Der Farrenberg vom auf der Albhochfläche liegenden Kornbühl bei Salmendingen aus gesehen (Februar 2007)
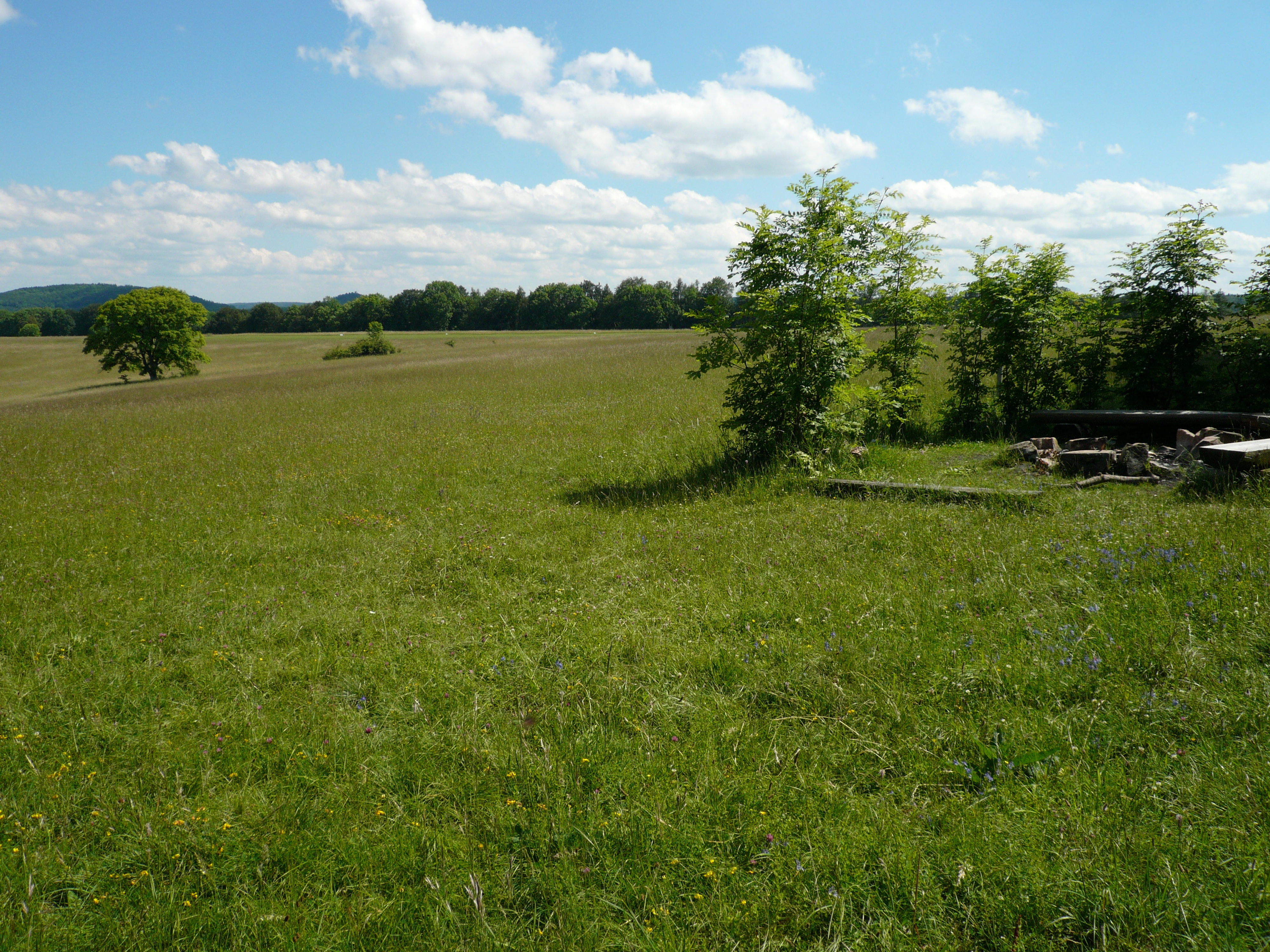
Auf dem Plateau des Farrenbergs
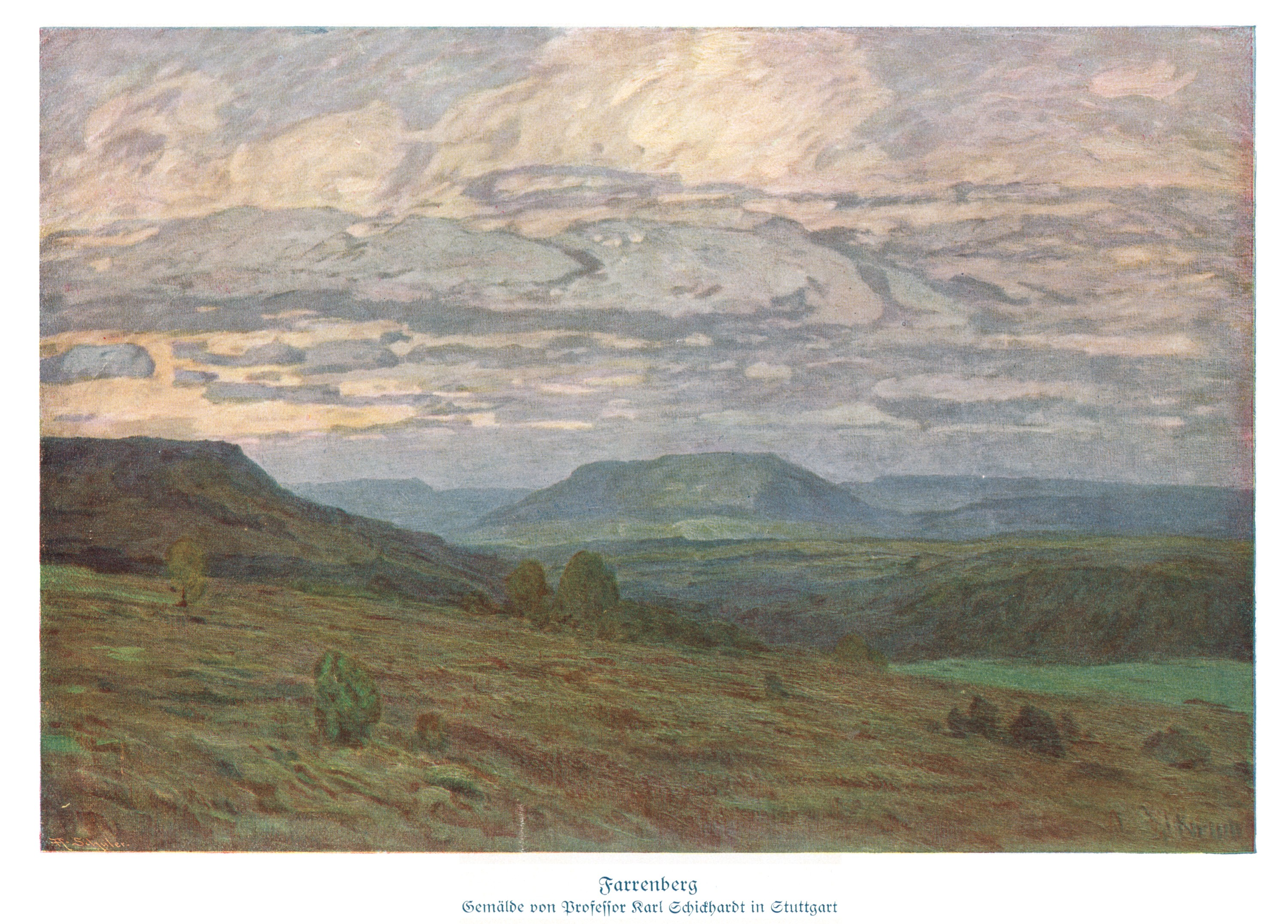
Gemälde von Karl Schickhardt, Anfang 20. Jh.

## Sonstiges
Der Farrenberg diente dem Mössinger Maler und Holzschneider Andreas Felger immer wieder als Motiv.